# Jakob Ignaz Hittorff

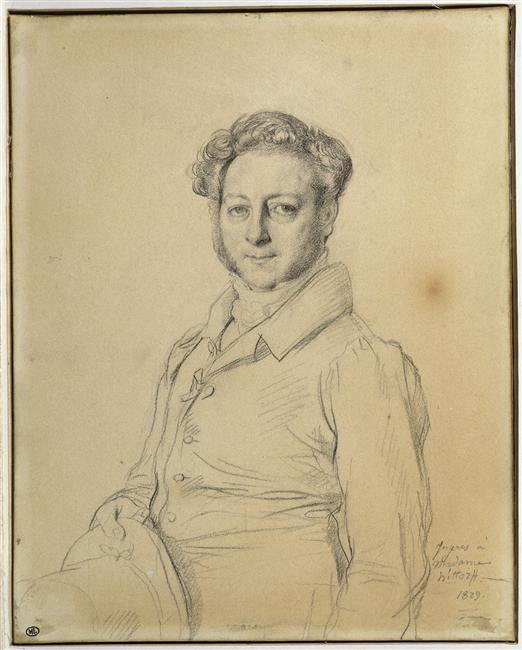
Porträt von Jakob Ignaz Hittorff, gezeichnet von Jean-Auguste-Dominique Ingres 1829

Jakob Ignaz Hittorff (* 20. August 1792 in Köln; † 25. März 1867 in Paris) war ein französischer Architekt deutscher Herkunft. Seine Hauptwerke sind die Kirche Saint-Vincent-de-Paul in Paris, die er gemeinsam mit seinem Schwiegervater, dem französischen Architekten Jean-Baptiste Lepère baute, und der Pariser Nordbahnhof (Gare du Nord).

## Kindheit und Jugend
Die Eltern Franz Alexander (1767–1823) und Maria Agnes Hittorff (geborene Hansmann; 1766–1811) wohnten mit ihren Kindern Jakob Ignaz, Maria Adelheidis (* 1790), Caecillia (* 1795) und Maria Margeretha (* 1797) in Köln am Heumarkt in der Nähe von Klein St. Martin. Sein Vater Franz war Blechschläger und Bauunternehmer, in Köln bekannt als der „Blecherne Alexander“, dessen Vorliebe für die Kölner Kirchen ließ seinen Sohn Jakob Ignaz Hittorff Architekt werden. Grundkenntnisse der Baukunst vermittelte ihm an der Kölner Zentralschule der Architekt Christian Löwenstein, in freier Handzeichnung unterrichtete ihn Caspar Arnold Grein. Auch unterwies ihn der Architekt Georg Peter Leydel. Außerdem besuchte er mathematische Vorlesungen von Christian Kramp und Jakob Heister (1780–1815). Nach dem Abitur im französisch besetzten Köln ging Hittorff um 1808 beim Kölner Maurermeister Franz Leisten (1754–1833) in die Lehre. Dieser erwarb 1804 nach der Säkularisation den Komplex des Klosters der Kölner Kreuzbrüder in der Kreuzgasse, die er 1808 verbreitern ließ. Die Neubauten Ecke Schildergasse Nr. 84 entwarf teilweise sein Lehrling Jakob Ignaz Hittorff. 1810 zog Hittorff mit einer Empfehlung von Ferdinand Franz Wallraf und seinem Kölner Freund Franz Christian Gau nach Paris. Beide waren infolge der Annexion der linken Rheinlande durch Frankreich französische Staatsbürger.

## Architekt in Paris
Während Gau in Paris ein Architekten-Atelier eröffnete, erhielt Hittorff im August 1811 die Zulassung an der École des Beaux-Arts und wurde von seinem Lehrer François-Joseph Bélanger sofort für die Bauplanungen des Schlachthofs Rochechouart eingesetzt. Als dessen Assistent nahm Hittorff noch im Jahr 1811 an der Rekonstruktion der Kuppel der „Halle-au-blé“ (französisch Weizenhalle; die heutige Bourse de commerce) im Hallenviertel teil. Gau und Hittorff warben gleichzeitig um die Tochter des französischen Architekten Jean-Baptiste Lepère; als Hittorff sie bekam, trennten sich die Freunde für immer. Er heiratete Rose Élisabeth Lepère (1804–1870) am 2. Dezember 1824. Aus der Ehe gingen 2 Kinder hervor, Charles Joseph Hittorff (1825–1898) und Isabelle Hittorff (1830–1889).

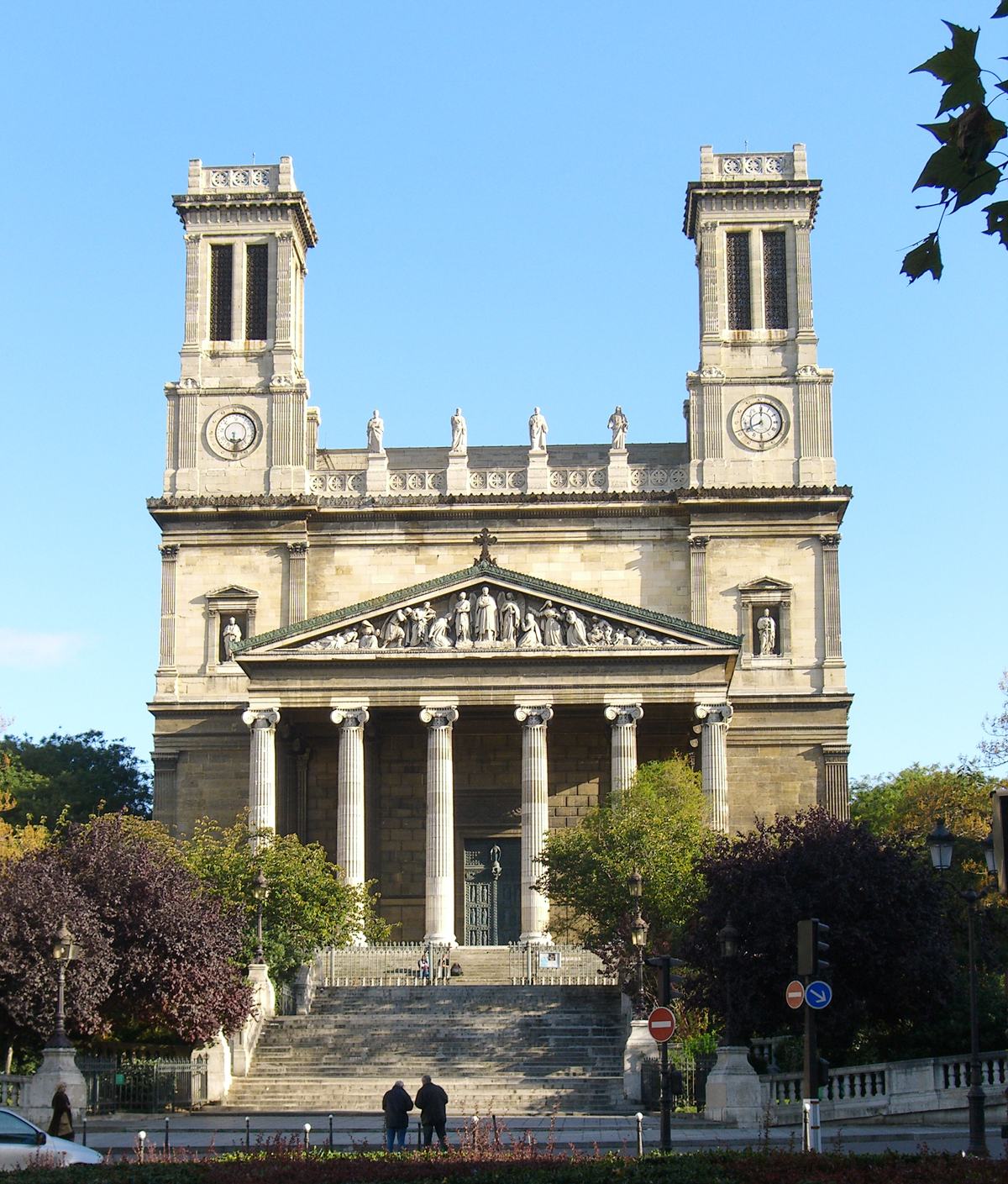
Église Saint-Vincent-de-Paul

Ein weiterer Lehrer war Charles Percier, der für Hittorffs spätere Arbeit stilprägend wurde. Hittorff wirkte maßgeblich an der Erstellung der Empfangsbauten für die 1814 erfolgte Restitution der Bourbonen mit und erhielt dafür mit dem Titel „Inspecteur du Roi pour les fêtes et cérémonies“. Durch den Wiener Kongress hatte Hittorff 1815 seine französische Staatsbürgerschaft verloren und war wieder Deutscher. Im Jahre 1818 wurde er Nachfolger seines Lehrers Bélanger als „Architecte de la ville de Paris et du Gouvernement“; dieses Amt als Hofarchitekt hatte er bis 1848 inne. Zwischen 1822 und 1824 hielt er sich für 18 Monate in Sizilien auf, wo er archäologisch tätig war und bisher unzulänglich erforschte antike Bauwerke erfasste. Immer noch mit seiner Kölner Heimat verbunden, entwarf Hittorff 1828 einen ersten Bauplan für das Wallraf-Richartz-Museum.
Bis zur Julirevolution von 1830 war Hittorff der Modearchitekt der vornehmen Welt von Paris. Er restaurierte unter anderem das Theater Salle Favart (1824) und errichtete mit dem Théâtre de l’Ambigu-Comique (1827–1828) den hervorragendsten Pariser Theaterbau der Zeit. Nach der Revolution verlor er sein Amt als Hofarchitekt des Königs, doch König Louis-Philippe I. ernannte ihn zum „Architecte en chef“ für Regierungsgebäude. Zwischen 1826 und 1830 publizierte er drei Bände seiner „Architecture antique de la 5ème siècle“, 1830 erschien sein Aufsatz „Architecture polychrome chez les Grecs“, das einen langjährigen Streit aufgriff, ob die antike Architektur einst marmorweiß oder polychrom war; Hittorffs sizilianische Forschungen hatten eindeutig Polychromie nachgewiesen. Gottfried Semper entwickelte aus Hittorffs Überlegungen zur Polychromie 1834 eine eigene, noch weitergehende Theorie.

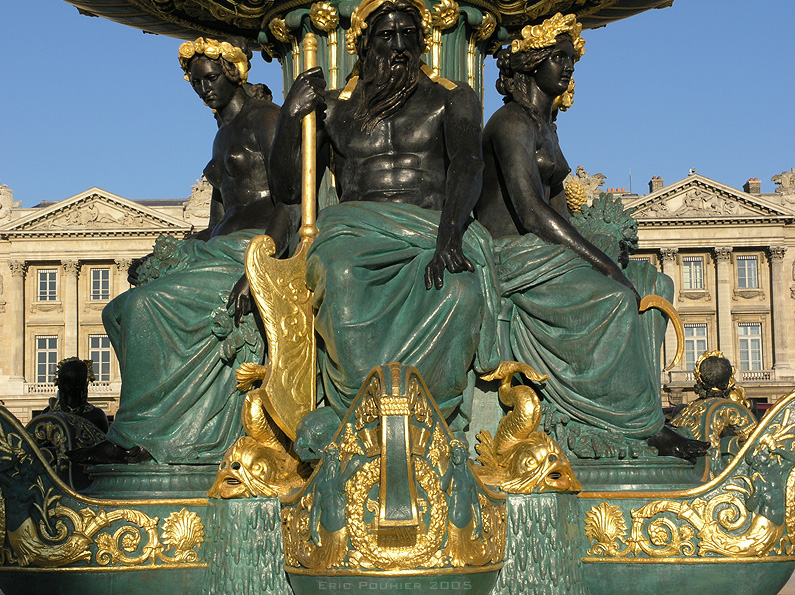
Place de la Concorde – Brunnen

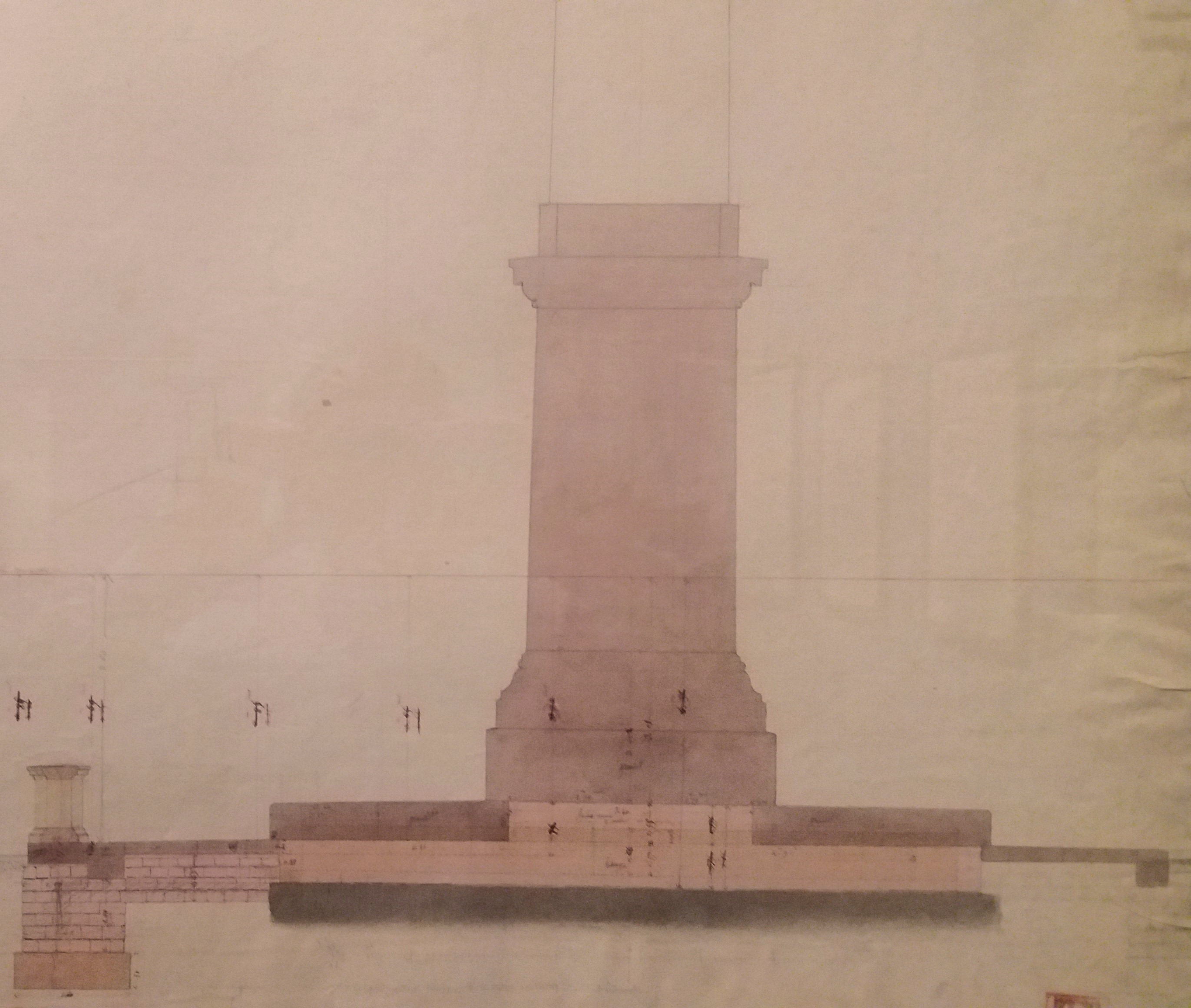
Place de la Concorde – Sockel des Obelisken (Zeichnung Hittorff 1836; Sammlung Wallraf-Richartz-Museum)

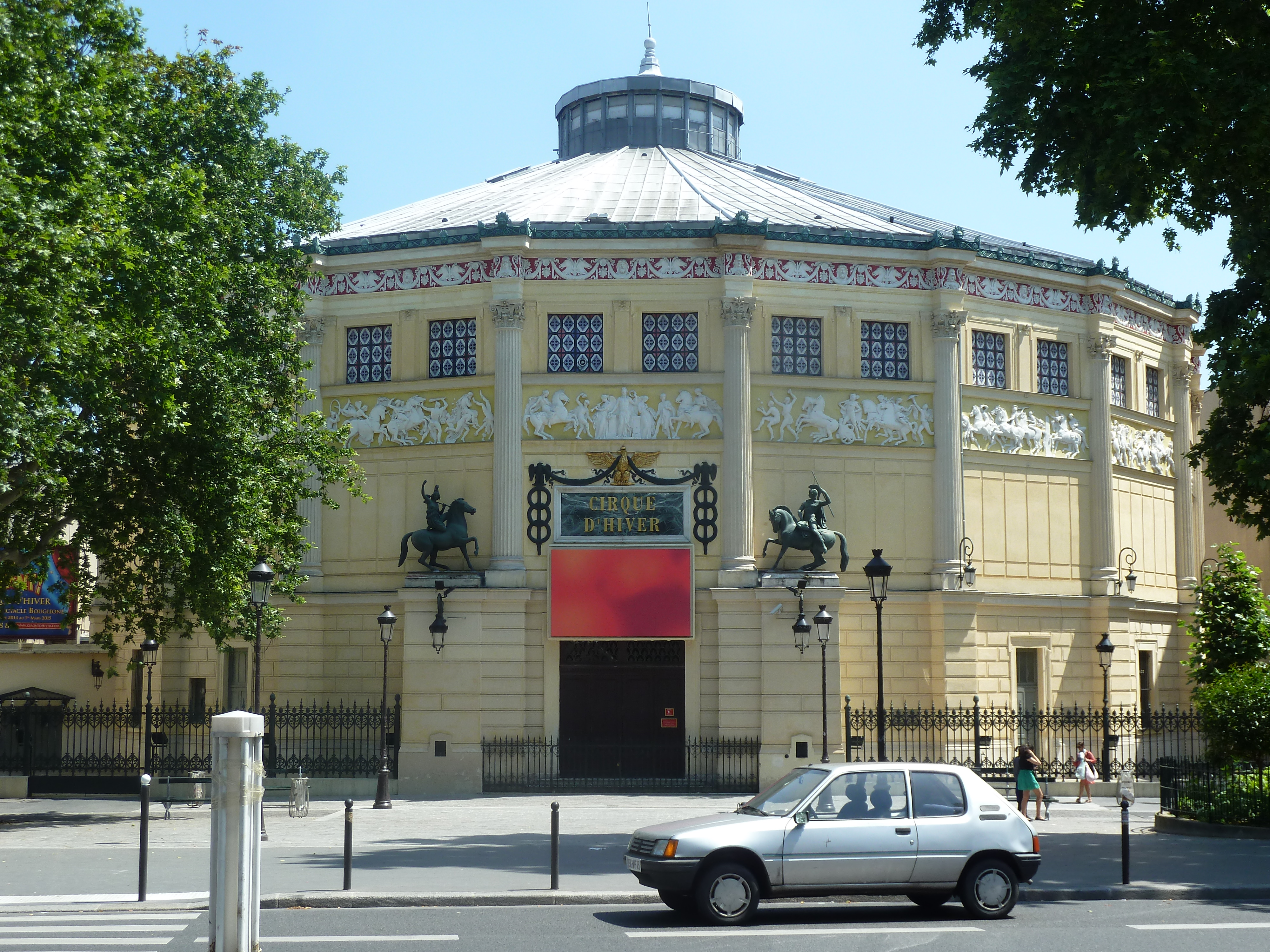
Cirque d’Hiver

Die Kirche St-Vincent-de-Paul (1823–1824, 1833–1844) wurde wohl von Lepère erbaut, die kolorierten Vorzeichnungen stammten ebenso wie polychrome Ausstattung und der Dachstuhl von Hittorff. Der Baubeginn am 23. August 1824 wurde von Lepère organisiert, erst 1831 wurde das Fußbodenniveau erreicht. Nach Beendigung der Finanzkrise in Frankreich wurde der Weiterbau 1833 fortgesetzt. Hittorff änderte dabei seinen Plan einer korinthischen Ordnung im Untergeschoss und konzipierte eine ionische Säulenreihe, vollendet zu einer fünfschiffigen Kirche. Wie die Adaption der Polychromie für die Architektur der Gegenwart aussehen konnte, zeigte sich in dieser von Hittorff zu Ende gebauten Kirche Saint-Vincent-de-Paul, die am 25. Oktober 1844 geweiht wurde. Am 24. April 1835 beauftragte ihn die Stadt Paris, die Place de la Concorde mit 4 Zugangsstraßen und 4 Brunnen zu konzipieren. Am 25. Oktober 1836 wurde dort der Obelisk von Luxor auf dem von Hittorff konstruierten Sockel errichtet und von ihm zwei Brunnen angelegt. Er baute 1841 den Cirque d’été (Sommerzirkus) und 1851 den Cirque d’Hiver (Winterzirkus), beide Festhallen hatten Platz für 6000 Personen.

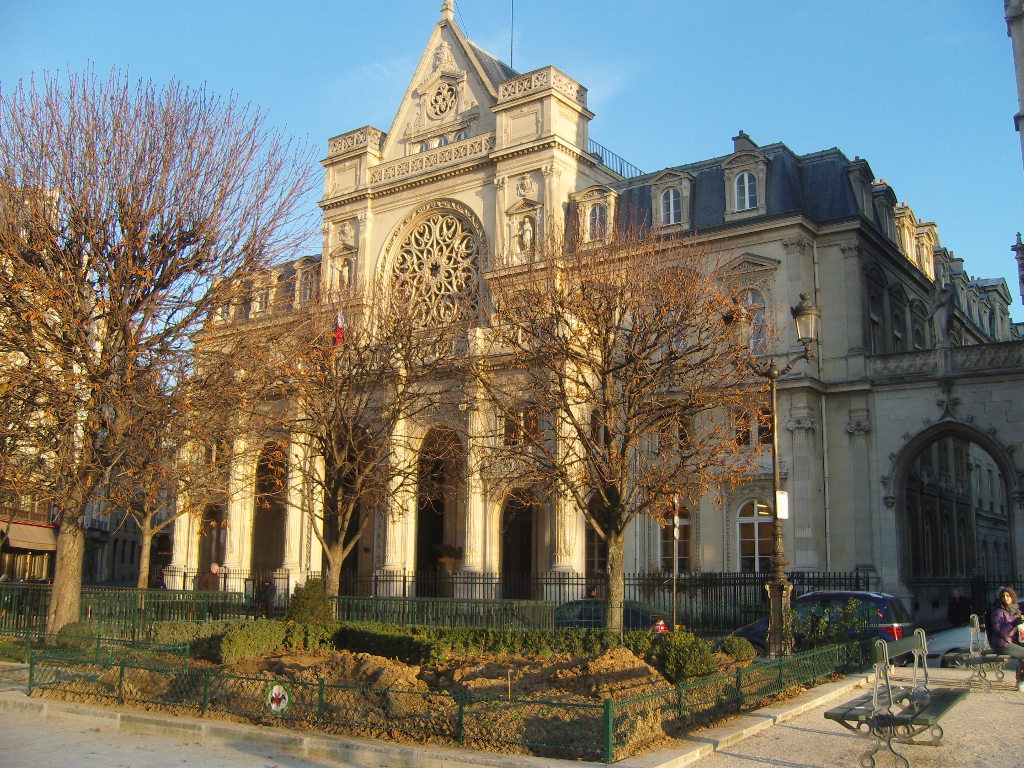
Rathaus des 1. Arrondissements

Bereits am 16. April 1842 kandidierte Hittorff zunächst noch erfolglos für die Académie des Beaux-Arts als Nachfolger des Architekten Jean-Marie-Auguste Guénepin, der am 5. März 1842 verstorben war. Am 12. Juli 1842 erließ Louis-Philippe I. formell die französische Staatsangehörigkeit für Hittorff, so dass dessen Kandidatur für die Académie des Beaux-Arts nichts mehr im Wege stand. Der Aufnahme in die Akademien von Berlin und München folgte 1843 die Ernennung zum Ehrenmitglied der Kaiserlichen und Königlichen Akademie zu Wien. Erst 1853 war Hittorffs Ziel erreicht, als ihm eine der höchsten Würden Frankreichs zuteilwurde, die Mitgliedschaft in der Académie des Beaux-Arts als Nachfolger des Architekten Jean Jacques-Marie Huvé – zu einer Zeit, als ihm in Georges-Eugène Haussmann ein städtebaulicher Konkurrent erwuchs.
Zwischen 1844 und 1850 errichtete er auf der Rue Soufflot das Rathaus des 5. Arrondissements, am 12. April 1855 erhielt Hittorff den Auftrag für die „Mairie du Louvre“; für die Kirche Saint-Germain-l’Auxerrois lieferte er am 1. September 1855 sieben Renovierungsvarianten. Am 24. Januar 1854 wurde er in den preußischen Orden Pour le Mérite für Wissenschaft und Künste als ausländisches Mitglied aufgenommen. Im Juni 1853 entwarf er die Verbindungsstraße zwischen dem Bois de Boulogne und dem Place de l’Etoile, die heutige – mit 120 Metern breiteste Straße von Paris – Avenue Foch, die am 31. März 1854 dem Verkehr übergeben wurde. Ein Dekret vom 13. August 1854 beauftragte ihn mit der baulichen Entwicklung des Place de l’Étoile. Dadurch erneuerte er den Stadtgrundriss mit der „Königsachse“ von der Place de la Concorde über die Champs-Élysées und Place de l‘Étoile zum Bois de Boulogne.
Zwischen 1858 und 1860 entstand das Rathaus des 1. Arrondissements. Mit seinem letzten Großbau, dem Gare du Nord, leistete er ab Baubeginn im Mai 1861 einen bedeutenden Beitrag für den noch jungen Eisenkonstruktionsbau. Das kolossale Bauwerk mit einer Fläche von 32.000 m² und Prunkfassade war im Dezember 1865 fertiggestellt. 1865 reiste er nach Italien und studierte die neuesten Ausgrabungen in Pompeji. Danach nahm er keine Bauaufträge mehr an. Er wohnte mit seiner Familie in einem kleinen Haus im Viertel Notre-Dame-de-Lorette, in dem 1866 Unruhen ausbrachen. Hier starb er am 25. März 1867, als Haussmann längst zum Hauptarchitekten von Paris aufgestiegen war. Er wurde auf dem Pariser Friedhof Cimetière de Montmartre begraben. Erst Baron Georges-Eugène Haussmann – der in Hittorff einen Feind sah und ihn intensiv bekämpfte – konnte in der zweiten Jahrhunderthälfte als Präfekt von Paris, teilweise unter Aneignung der Entwürfe Hittorffs, noch durchgreifendere Stadterneuerungen durchsetzen.
Am 26. Dezember 1893 wurde eine 66 m lange Straße, die Rue Hittorf, im 10. Arrondissement von Paris nach ihm benannt. Das Straßenschild schrieb „Hittorf“ fehlerhaft nur mit einem „f“ – so wie ein großer Teil der französischen Fachliteratur. Auch die am 9. Januar 1896 in Köln-Riehl nach ihm benannte Hittorfstraße übernahm diesen Schreibfehler. Seit 2023 ist allerdings die Schreibweise der in Paris nach Hittorff benannten kleinen Straße korrekt.

## Rezeption
Hittorff war an wichtigen Bauten der französischen Kaiserzeit beteiligt und ein prominenter Pariser Architekt. Seine Planungen der „Königsachse“ waren wegweisend für die Pariser Straßenführung. Als Architekt der Gründerzeit folgt das repräsentative Erscheinungsbild seiner Werke dem im 19. Jahrhundert vorherrschenden Historismus. Sulpiz schrieb: „Hittorff ist – (Alle vermuten durch Weiberprotektion) – ein glücklicher Architekt der Königsfreuden, beträgt sich sehr ordentlich und verständig und hat genug gelernt, um sich mit Gescheitheit in seiner Position zu erhalten.“ Alexander von Humboldt, der selbst zeitweise in Paris gelebt hatte, lernte Hittorff erstmals am 11. Mai 1826 in Paris kennen. Humboldt brachte sieben von Hittorff aquarellierte Federzeichnungen mit Darstellungen aus Antike und Gegenwart für Friedrich Wilhelm IV. nach Berlin. Der Kunsthistoriker Gustav Friedrich Waagen schrieb in einem Brief vom 5. November 1833: „So habe ich vor einigen Tagen Hittorf besucht, und bei ihm und seiner liebenswürdigen Familie ganz die alte herzliche Aufnahme gefunden, welche einem in Paris ganz besonders wohltut. Von der Regierung mit der Verzierung des Place de la Concorde beauftragt … fand ich ihn lebhaft mit dieser wichtigen Angelegenheit beschäftigt.“ Am 9. Januar 1896 benannte seine Heimatstadt Köln die Hittorfstraße in Köln-Riehl nach ihm.

## Nachlass

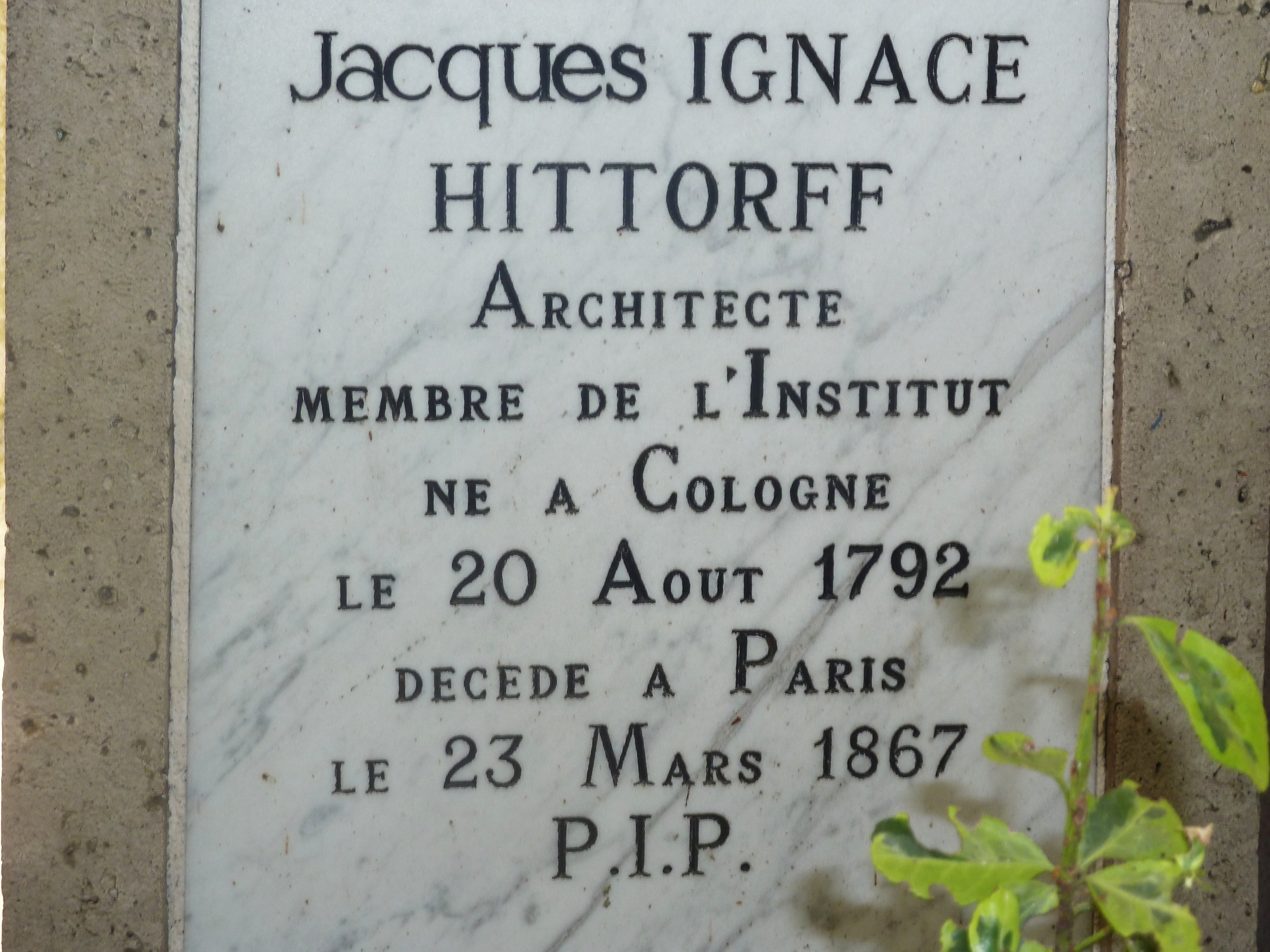
Grabmal Jacques Ignaz Hittorffs auf dem Cimetière de Montmartre

Den größten Teil des Nachlasses Hittorffs ließ dessen Sohn Charles-Joseph Hittorff im Jahre 1898 nach Köln überführen, wo sie in die Graphische Sammlung des Wallraf-Richartz-Museums aufgenommen wurde. Die knapp 8000 graphischen Werke und Dokumente aus diesem Nachlass sind ein Panorama der internationalen Altertumsforschung, Baukunst und Stadtgestaltung des 19. Jahrhunderts. Hierin befinden sich ferner Werkgruppen weiterer bedeutender Künstler der Zeit (so etwa Louis-François Cassas (1756–1827), Jean-Baptiste Lepère oder Jean-François-Joseph Lecointe (1783–1858)). Die Alben mit Architekturzeichnungen aus dem Nachlass befinden sich in der Universitäts- und Stadtbibliothek Köln.

## Werke (Auswahl)
- Théâtre de l’Ambigu, Paris (1827–1828; 1966 abgerissen)
- Ausschmückung der Avenue des Champs-Élysées von der Place de la Concorde bis zur Place de l’Etoile, heute Place Charles de Gaulle, wo unter Hittorffs Leitung oder nach seinen Entwürfen folgende Werke entstanden:
  - Sockel des Obelisken von Luxor, Place de la Concorde (1836)
  - zwei Brunnen auf der Place de la Concorde (1835–1840)
  - Rotunde des Panoramas (1838–1839), 1855 vorübergehend dem neuen Palais de l’Industrie angeschlossen, vor 1857 abgerissen. Nicht zu verwechseln mit dem 1860 weiter westlich von Davioud errichteten Panorama, dem späteren Palais des Glaces, heute Théâtre du Rond-Point[17]
  - Cirque d’Eté (Sommerzirkus 1841; zerstört)
  - Théâtre Marigny (1881 abgerissen)
  - Restaurants Laurent und Ledoyen
  - vier Brunnen am Rond-Point des Champs-Elysées
  - Gaslaternen, Kandelaber und sonstiges Stadtmobiliar
- Kirche St-Vincent-de-Paul, Paris (1843–1853, zusammen mit Jean-Baptiste Lepère)
- Cirque d’hiver, Paris, Winterzirkus, (1852)
- Entwurf für zwölf Gebäude an der Place de l’Etoile, heute Place Charles de Gaulle (1857)
- Bürgermeisteramt des 1. Arrondissements, Paris (1858–1860)
- Gare du Nord (1861–1865)

## Schriften

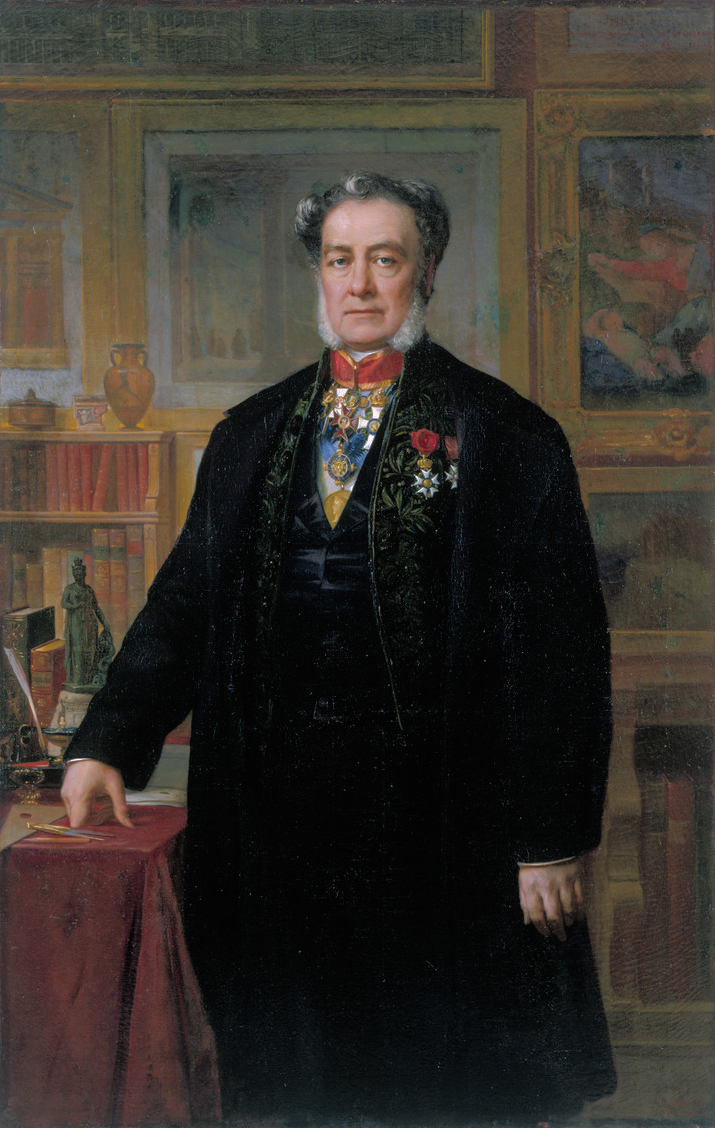
Jacob Ignaz Hittorf (1792–1867) (Félix-Joseph Barrias, 1869?)

- De l’architecture polychrôme chez les Grecs, ou restitution complète du temple d’Empédocles dans l’acropolis de Sélinunte. In: Annali dell’Instituto di Corrispondenza Archeologica, Jg. 2, 1830, S. 263–284 Digitalisat (Arachne); (Hathi Trust – University of Michigan).
- Restitution du temple d’Empédocle à Sélinonte, ou L’architecture polychrome chez les Grecs (1851), Textband (HEIDI), Tafelband (HEIDI),
- mit L. Zanth: Architecture antique de la Sicile, ou, Recueil des plus intéressans monumens d’architecture des villes et des lieux les plus remarquables de la Sicile ancienne mesurés et dessinés par J. Hittorff et L. Zanth, 1826–1830 Tafelband (ARACHNE) (nur Band 1 von drei geplanten Bänden publiziert).
  - 2. Auflage = Recueil des Monuments de Ségeste et de Sélinonte mesurés et dessinés par J. Hittorff et L. Zanth, suivi de recherches sur l’origine et le développement de l’architecture religieuse chez les Grecs, Paris 1870 Textband (HEIDI), Tafelband (HEIDI)
- Architecture moderne de la Sicile (1826–1835) (Gallica).
- On the Arabesques of the Ancients as compared with those of Raphael and his school, in: Lewis Gruner: Descriptions of the Plates of Fresco Decorations and Stuccoes of Churches and Palaces in Italy, during the fifteenth and sixteenth centuries. Murray et al., London 1844, S. ix–xvi (Digitalisat in der Google-Buchsuche).

## Belege
1. ↑  Kirche Jesu Christi, Deutschland: Geburten/Taufen 1558–1898, Film Nr. 187146 Indexierung C96959-5, Film Nr. 187146 Indexierung C73968-2.
2. ↑  Stolberg-Wernigerode: Neue Deutsche Biographie Bd.9. Hrsg.: Hess Hüttig 1972. Band 9, 1972.
3. ↑  Johann Jakob Merlo: Kunst und Künstler in Köln. Commissions-Verlag von J. M. Heberle (H. Lempertz), Köln 1850, S. 178 (Google Books)
4. ↑  Hiltrud Kier, Ulrich Krings, Stadtspuren: Denkmäler in Köln, Band 1/Band 9, 1984, S. 117.
5. ↑  Anne-Marie Hecker, Susanne Röhl: Monastisches Leben im urbanen Kontext, 2010, S. 54.
6. ↑  Allgemeine Zeitung München, vom 9. Mai 1867, S. 2113 f.
7. ↑  Albert Verbeek: Das erste Wallraf-Richartz-Museum, in: Wallraf-Richartz-Jahrbuch 23, 1961, S. 7–36.
8. ↑  Georg Kaspar Nagler: Neues Allgemeines Künstler-Lexicon, 1838, S. 199–200.
9. ↑  Anke Reiss: Rezeption frühchristlicher Kunst im 19. und frühen 20. Jahrhundert, 2008, S. 96.
10. ↑  Hanno-Walter Kruft: Geschichte der Architekturarchäologie, 1991, S. 317.
11. ↑  Pierre Lavedan: Un Allemande à Paris au XIX siècle: J. I. Hittorff. In: Journal des savants 1969, S. 173–188.
12. ↑  Der Orden Pour le merite für Wissenschaft und Künste., Die Mitglieder des Ordens, Band 1 (1842–1881), Gebr. Mann-Verlag, Berlin, 1975, S. 180.
13. ↑  Joachim Brokmeier: Köln-Riehl: Ein Blick in die Geschichte, 2013, S. 8.
14. ↑  Brief von Raoul-Rochette Johann Sulpiz an Melchior Sulpiz Boisserée vom 24. Oktober 1820.
15. ↑  Karl-Heinz Klingenburg, Der König als Architekt, in: Peter Krüger, Julius H. Schoeps (Hrsg.): Der verkannte Monarch, 1997, S. 227.
16. ↑  Gustav Friedrich Waagen, Kunstwerke und Künstler in Paris, 1839, S. 176.
17. ↑  Bernard Comment: The Panorama, Reaktion Books, 2003, S. ?.

| Personendaten    | Personendaten            |
| ---------------- | ------------------------ |
| NAME             | Hittorff, Jakob Ignaz    |
| ALTERNATIVNAMEN  | Hittorff, Jacques Ignace |
| KURZBESCHREIBUNG | französischer Architekt  |
| GEBURTSDATUM     | 20. August 1792          |
| GEBURTSORT       | Köln                     |
| STERBEDATUM      | 25. März 1867            |
| STERBEORT        | Paris                    |